# Saillenard
Saillenard est une commune française située dans le département de Saône-et-Loire, en région Bourgogne-Franche-Comté.

## Géographie
Saillenard fait partie de la Bresse louhannaise.

### Climat
Pour des articles plus généraux, voir Climat de la Bourgogne-Franche-Comté et Climat de Saône-et-Loire.
En 2010, le climat de la commune est de type climat des marges montargnardes, selon une étude du Centre national de la recherche scientifique s'appuyant sur une série de données couvrant la période 1971-2000. En 2020, Météo-France publie une typologie des climats de la France métropolitaine dans laquelle la commune est exposée à un climat semi-continental et est dans la région climatique Bourgogne, vallée de la Saône, caractérisée par un bon ensoleillement (1 900 h/an), un été chaud (18,5 °C), un air sec au printemps et en été et des vents faibles.
Pour la période 1971-2000, la température annuelle moyenne est de 10,9 °C, avec une amplitude thermique annuelle de 17,3 °C. Le cumul annuel moyen de précipitations est de 1 054 mm, avec 12 jours de précipitations en janvier et 8,3 jours en juillet. Pour la période 1991-2020, la température moyenne annuelle observée sur la station météorologique de Météo-France la plus proche, « Lons le Saunier », sur la commune de Montmorot à 12 km à vol d'oiseau, est de 11,8 °C et le cumul annuel moyen de précipitations est de 1 147,4 mm. 
La température maximale relevée sur cette station est de 39,8 °C, atteinte le 12 août 2003 ; la température minimale est de −19,6 °C, atteinte le 9 janvier 1985,,.
Les paramètres climatiques de la commune ont été estimés pour le milieu du siècle (2041-2070) selon différents scénarios d'émission de gaz à effet de serre à partir des nouvelles projections climatiques de référence DRIAS-2020. Ils sont consultables sur un site dédié publié par Météo-France en novembre 2022.

## Urbanisme

### Typologie
Au 1er janvier 2024, Saillenard est catégorisée commune rurale à habitat dispersé, selon la nouvelle grille communale de densité à sept niveaux définie par l'Insee en 2022.
Elle est située hors unité urbaine. Par ailleurs la commune fait partie de l'aire d'attraction de Lons-le-Saunier, dont elle est une commune de la couronne,. Cette aire, qui regroupe 139 communes, est catégorisée dans les aires de 50 000 à moins de 200 000 habitants,.

### Occupation des sols
L'occupation des sols de la commune, telle qu'elle ressort de la base de données européenne d’occupation biophysique des sols Corine Land Cover (CLC), est marquée par l'importance des territoires agricoles (72,3 % en 2018), une proportion sensiblement équivalente à celle de 1990 (72,9 %). La répartition détaillée en 2018 est la suivante : prairies (62,6 %), forêts (23,4 %), terres arables (6,7 %), zones urbanisées (4,3 %), zones agricoles hétérogènes (3 %). L'évolution de l’occupation des sols de la commune et de ses infrastructures peut être observée sur les différentes représentations cartographiques du territoire : la carte de Cassini (XVIIIe siècle), la carte d'état-major (1820-1866) et les cartes ou photos aériennes de l'IGN pour la période actuelle (1950 à aujourd'hui).

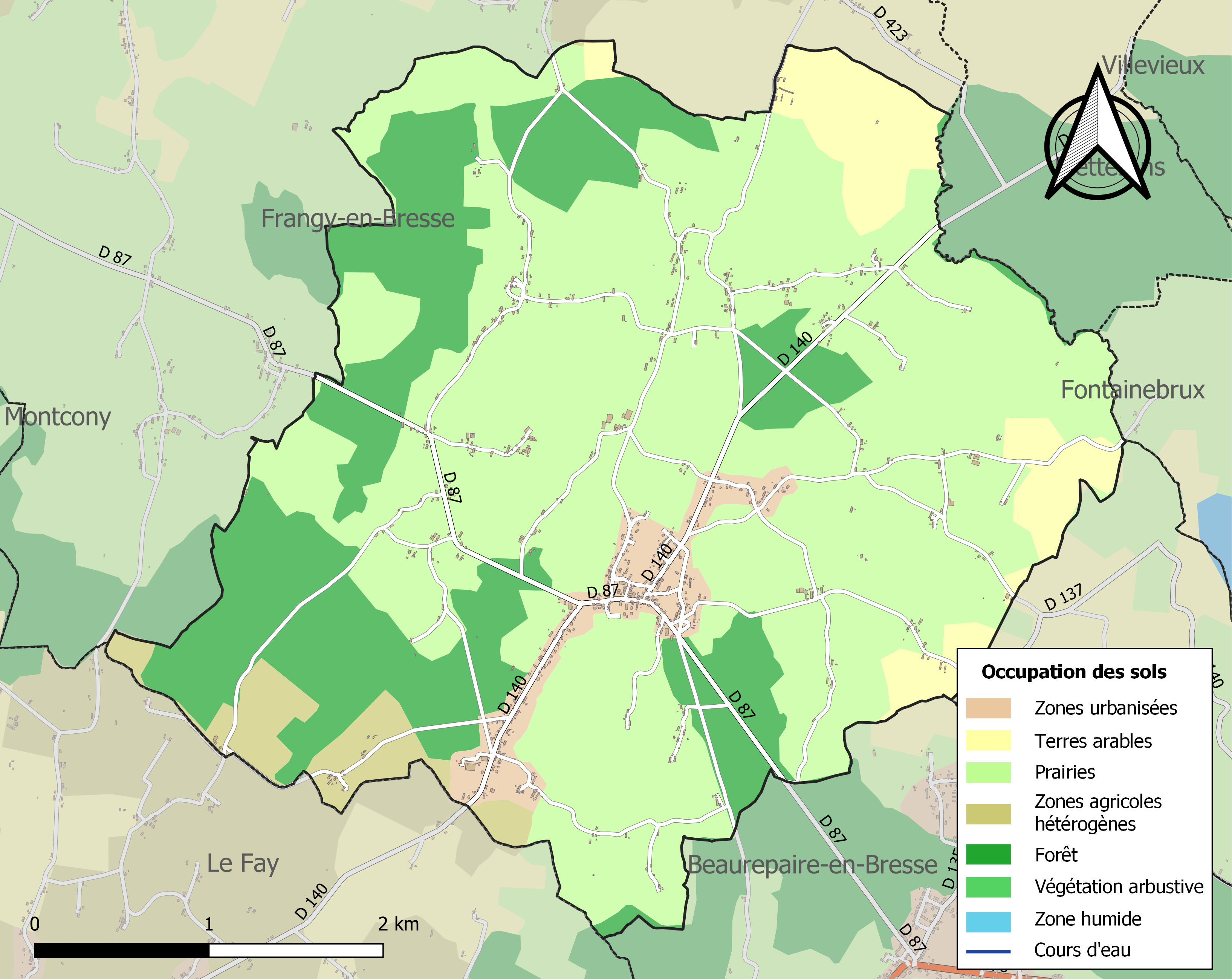
Carte des infrastructures et de l'occupation des sols de la commune en 2018 (CLC).

## Toponymie
Le nom « Saillenard » vient de saint Léonard qui cependant n'est, et n'a jamais été le saint patron du village. Un petit monastère ou ferme monastique dédié à ce saint semble avoir existé et être à l'origine de la commune].

## Histoire
Saillenard, du duché de Bourgogne, dépendait sous l'Ancien Régime de la vicomté d'Auxonne, du  bailliage de Chalon-sur-Saône, du ressort du parlement de Dijon ainsi que du diocèse de Besançon. Saillenard comptait 1 720 habitants en l'an 1800.

## Politique et administration

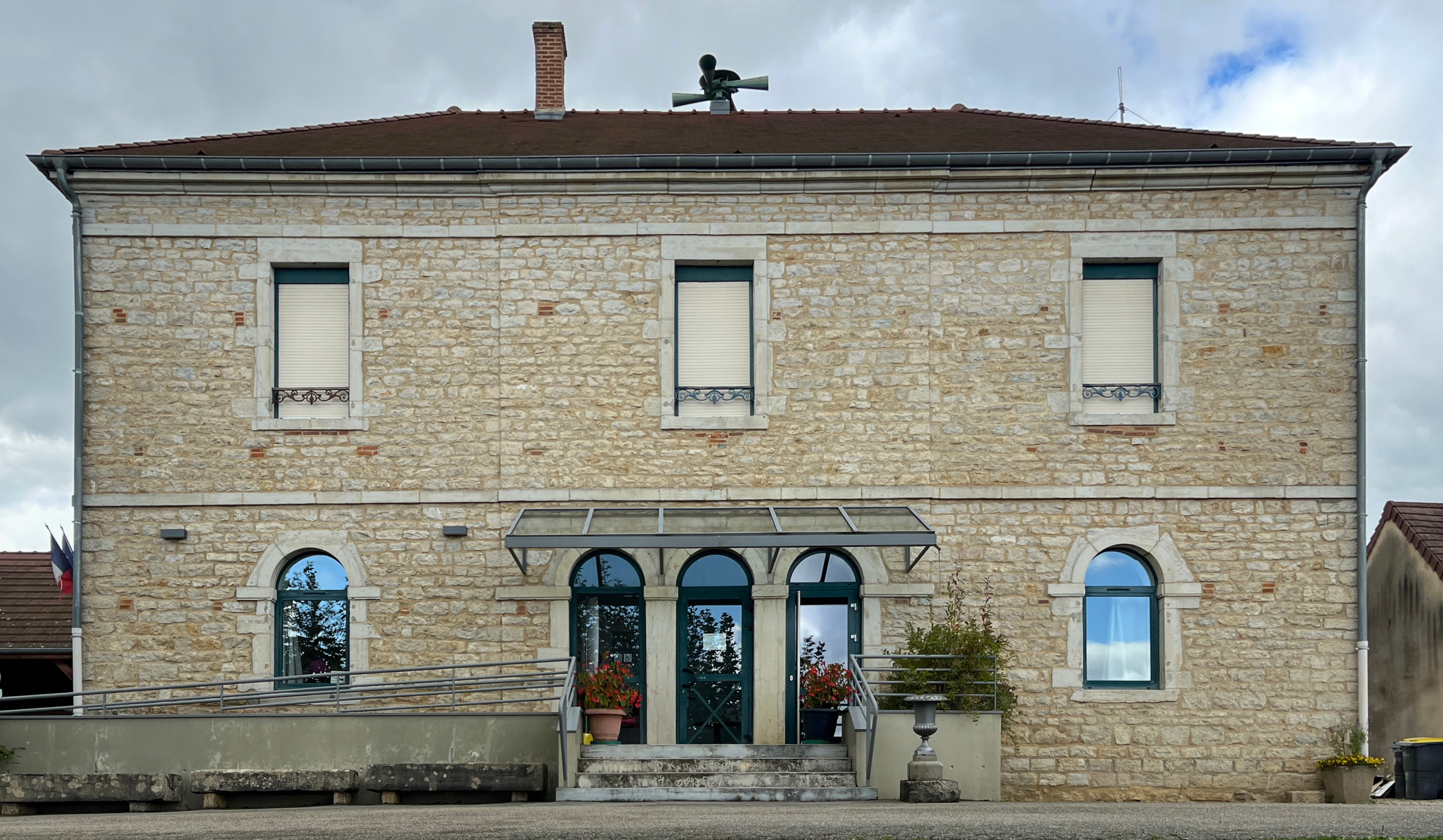
La mairie.

### Tendances politiques et résultats

#### Élections présidentielles
Le village de Saillenard place en tête à l'issue du premier tour de l'élection présidentielle française de 2017, Marine Le Pen (RN) avec 26,34 % des suffrages. Mais lors du second tour, Emmanuel Macron (LaREM) est en tête avec 53,86 %.

#### Élections législatives
Le village de Saillenard faisant partie de la quatrième circonscription de Saône-et-Loire, place en tête lors du 1er tour des élections législatives françaises de 2022, Cécile Untermaier (PS), députée sortante, arrive en tête avec 33,13 % des suffrages comme lors du second tour, avec cette fois-ci, 53,10 % des suffrages.

#### Élections régionales
Le village de Saillenard place la liste « Notre Région Par Cœur » menée par Marie-Guite Dufay, présidente sortante (PS) en tête, dès le 1er tour des élections régionales de 2021 en Bourgogne-Franche-Comté, avec 27,64 % des suffrages. Lors du second tour, les habitants décideront de placer de nouveau la liste de « Notre Région Par Cœur » menée par Marie-Guite Dufay, présidente sortante (PS) en tête, avec cette fois-ci, près de 45,73 % des suffrages. Devant les autres listes menées par Gilles Platret (LR) en seconde position avec 27,14 %, Julien Odoul (RN), troisième avec 23,62 % et en dernière position celle de Denis Thuriot (LaREM) avec 3,52 %. Il est important de souligner une abstention record lors de ces élections qui n'ont pas épargné le village de Saillenard avec lors du premier tour 65,01 % d'abstention et au second, 64,84 %.

#### Élections départementales
Le village de Saillenard faisant partie du canton de Pierre-de-Bresse place le binôme de Aline Gruet (DVD) et Sébastien Jacquard (DVD), en tête, dès le 1er tour des élections départementales de 2021 en Saône-et-Loire avec 46,88 % des suffrages. Lors du second tour, les habitants décideront de placer de nouveau le binôme de Aline Gruet (DVD) et Sébastien Jacquard (DVD), en tête, avec cette fois-ci, près de 70,81 % des suffrages. Devant l'autre binôme menée par Ghislaine Fraisse (RN) et Bertrand Rouffiange (DVD) qui obtient 29,19 %. Il est important de souligner une abstention record lors de ces élections qui n'ont pas épargné le village de Saillenard avec lors du premier tour 64,84 % d'abstention et au second, 65,01 %.

### Liste des maires de Saillenard
| Période                                  | Période   | Identité        | Étiquette | Qualité                              |
| ---------------------------------------- | --------- | --------------- | --------- | ------------------------------------ |
| 1945                                     | 1969      | Jules Petitjean |           | Conseiller général                   |
| 1981                                     | mars 2014 | Jean Pernin     | DVD       | Ancien conseiller général            |
| mars 2014                                | en cours  | Jean Simonin    |           | Ancien membre de l'entreprise Batiex |
| Les données manquantes sont à compléter. |           |                 |           |                                      |

Un conseil des jeunes s'est mis en place le 5 novembre 2022. Celui-ci est composé de 14 jeunes dont le représentant est Mr Louis Gauthier. L'article consacré à cela est disponible dans le journal de Saône-et-Loire.

## Démographie
L'évolution du nombre d'habitants est connue à travers les recensements de la population effectués dans la commune depuis 1793. Pour les communes de moins de 10 000 habitants, une enquête de recensement portant sur toute la population est réalisée tous les cinq ans, les populations de référence des années intermédiaires étant quant à elles estimées par interpolation ou extrapolation. Pour la commune, le premier recensement exhaustif entrant dans le cadre du nouveau dispositif a été réalisé en 2008.

En 2022, la commune comptait 810 habitants, en évolution de +3,71 % par rapport à 2016 (Saône-et-Loire : −1,06 %, France hors Mayotte : +2,11 %).
| 1793  | 1800  | 1806  | 1821  | 1831  | 1836  | 1841  | 1846  | 1851  |
| ----- | ----- | ----- | ----- | ----- | ----- | ----- | ----- | ----- |
| 1 356 | 1 393 | 1 444 | 1 505 | 1 575 | 1 538 | 1 607 | 1 612 | 1 575 |

| 1856  | 1861  | 1866  | 1872  | 1876  | 1881  | 1886  | 1891  | 1896  |
| ----- | ----- | ----- | ----- | ----- | ----- | ----- | ----- | ----- |
| 1 500 | 1 467 | 1 452 | 1 515 | 1 600 | 1 429 | 1 376 | 1 400 | 1 443 |

| 1901  | 1906  | 1911  | 1921  | 1926  | 1931  | 1936  | 1946  | 1954 |
| ----- | ----- | ----- | ----- | ----- | ----- | ----- | ----- | ---- |
| 1 371 | 1 395 | 1 368 | 1 174 | 1 152 | 1 077 | 1 056 | 1 013 | 883  |

| 1962 | 1968 | 1975 | 1982 | 1990 | 1999 | 2006 | 2008 | 2013 |
| ---- | ---- | ---- | ---- | ---- | ---- | ---- | ---- | ---- |
| 906  | 754  | 582  | 586  | 546  | 561  | 671  | 702  | 763  |

| 2018 | 2022 | - | - | - | - | - | - | - |
| ---- | ---- | - | - | - | - | - | - | - |
| 789  | 810  | - | - | - | - | - | - | - |

## Culture locale et patrimoine

### Lieux et monuments
- L'église, dont l'intérieur fut intégralement restauré en 1991.

### Personnalités liées à la commune
Le Saillenardais le plus célèbre est le grognard Jean-Marie Putigny, né le 9 juin 1774 au hameau des Bordes. Engagé volontaire en 1792 pour servir l'Empereur sur 60 batailles, fait chevalier de la Légion d'honneur à Austerlitz en 1805 et baron d'Empire à Ratisbonne en 1809, il meurt à Tournus le 5 mai 1849.
Il faut aussi mentionner :
- Claude Petitjean (1858-1932), homme politique français né et décédé à Saillenard ;
- Henri Guéniot (1925-2018), résistant, animateur d'associations locales.

## Pour approfondir